# كارين ديلون
كارين ديلون (بالإنجليزية: Karen Dillon)‏ هي صحفية أمريكية، ولدت في 1952.